# Stylometra spinifera
Stylometra spinifera är en sjöliljeart. Stylometra spinifera ingår i släktet Stylometra och familjen fjäderhårstjärnor. Inga underarter finns listade i Catalogue of Life.